# Imre Balog
Imre Balog (* 28. Oktober 1991 in Békéscsaba) ist ein ungarischer Schach-Großmeister.
Balog lebt mit seinen Eltern in Békés, das Schachspiel hat er von seinem Vater im Alter von elf Jahren gelernt. In Schachdatenbanken wird er unter dem Namen Imre1 Balog geführt, in der ungarischen Schachpresse als Imre Balog ifj. (deutsch: Imre Balog junior). 
Balog siegte oder belegte vordere Plätze in einigen Turnieren: 1. Platz beim 25. IM Turnier in Balatonlelle (2007) und 1. Platz bei der ungarischen U-18 Meisterschaft, ebenfalls in Balatonlelle (2009).
Balog trägt seit 2007 den Titel Internationaler Meister und seit 2011 den Großmeister-Titel. Die erforderlichen Normen erfüllte er in der ungarischen Mannschaftsmeisterschaft 2009/10, bei einem First Saturday-Turnier in Budapest im Juni 2010 sowie in der rumänischen 1. Liga in Băile Herculane im September 2010.
In der NB I. Szabó László csoport, der höchsten Liga der ungarischen Mannschaftsmeisterschaft, spielte Balog von 2005 bis 2008 bei Makói Spartacus Vasas Sportegyesület und von 2008 bis 2019 er bei Pénzügyőr Sport Egyesület, in der Saison 2019/20 spielt er beim Aquaréna Kőbánya SC.
In der belgischen Interclubs spielt Imre Balog seit der Saison 2013/14 beim KSK 47 Eynatten und wurde mit diesem 2014 und 2017 belgischer Mannschaftsmeister, in der slowakischen Extraliga spielte von der Saison 2014/15 bis zur Saison 2016/17 für den ŠK Strelec Devínska Nová Ves; seit 2017 tritt er für den ŠK AQUAMARIN Podhájska an. In Deutschland spielt Balog seit 2017 für den SV 03/25 Koblenz.
Mit seiner Elo-Zahl von 2548 liegt Balog auf dem 16. Platz der ungarischen Rangliste der aktiven Spieler (Stand: Oktober 2016), seine höchste Elo-Zahl von 2576 erreichte er im März 2019.